# 特默納斯冰原島峰
69°52′S 68°20′W / 69.867°S 68.333°W
特默納斯冰原島峰（英語：Terminus Nunatak）是南極洲的冰原島峰，位於帕爾默地西岸，海拔高度670米，在1935年11月23日由美國的探險家拍攝空中照片，現時由南極條約體系管理。